# Shy Glizzy
Shy Glizzy (* 12. Dezember 1992 in Washington, D. C. als Marquis Amonte King), auch bekannt als Jefe und For Trappers Only, ist ein US-amerikanischer Rapper. Bekannt wurde er ab 2014 durch seine Mixtapes und 2017 durch seine Beteiligung am Hit Crew von GoldLink. Sein Album Fully Loaded kam 2018 auf Platz 35 der US-Charts.

## Biografie
Marquis King verlor als Kind seinen Vater und geriet als Jugendlicher auf die schiefe Bahn. Mit 16 Jahren begann er im Jugendgefängnis, sich für Rap zu interessieren. Ab 2011 veröffentlichte er als Shy Glizzy eine ganze Reihe von Mixtapes und gründete seine eigene Crew, die Glizzy Gang. Mit den Law-Mixtapes bekam er erstmals größere Aufmerksamkeit, an Law 2 waren bekannte Rapper wie Migos, Yo Gotti, Kevin Gates und Metro Boomin beteiligt. Der Remix des Songs Awwsome mit 2 Chainz und ASAP Rocky schaffte den Einstieg in die R&B/Hip-Hop-Charts. Law 3: Now or Never brachte ihm 2014 die erste Platzierung bei den R&B/Hip-Hop-Alben.
Ein zweiter Erfolg war die Young-Jefe-Reihe: Mit Young Jefe 2 platzierte er sich 2016 erstmals in den offiziellen Albumcharts. Im Jahr darauf war er zusammen mit Brent Faiyaz an der Single Crew von GoldLink beteiligt. Der Song wurde ein Singlehit ein und wurde mit 4-fach-Platin ausgezeichnet. Bei den Grammy Awards 2018 bekamen die drei Musiker eine Nominierung für eine Auszeichnung in der Kategorie Beste Darbietung – Rap/Gesang des Jahres.
Mit Do You Understand mit Unterstützung von Tory Lanez und Gunna hatte er 2018 eine eigene Gold-Single. Außerdem veröffentlichte er sein erstes richtiges Studioalbum Fully Loaded und kam damit auf Platz 35 der Albumcharts. Mit weiterer prominenter Beteiligung wie YoungBoy, Lil Uzi Vert, Meek Mill und Ty Dolla Sign schafften es in den folgenden beiden Jahren auch die Mixtapes Covered n Blood und Young Jefe 3 in die offiziellen Charts.

## Diskografie
Alben
- The World Is Yours (EP, 2017)
- Fully Loaded (2018)
- Aloha (EP, 2019)

Mixtapes
- No Brainer (2011)
- Streets Hottest Youngin (2011)
- Law (2012)
- Fly Money (mit José Guapo, 2012)
- Fxck Rap (2012)
- Law 2 (2013)
- Young Jefe (2014)
- Law3: Now or Never (2014)
- Be Careful (mit Glizzy Gang, 2015)
- For Trappers Only (mit Zaytoven, 2015)
- Young Jefe 2 (2016)
- Quiet Storm (2017)
- Covered n Blood (2019)
- Young Jefe 3 (2020)

Lieder
- White Girl / Shy Glizzy (2014, US: Platin)
- Crew / GoldLink featuring Brent Faiyaz & Shy Glizzy (2017, UK: Gold)
- Do You Understand / Shy Glizzy featuring Tory Lanez & Gunna (2020, US: Gold)